# Salomon Eduard Gubler
Salomon Eduard Gubler   (Wila, 7 de juliol de 1845 - Zúric, 6 de novembre de 1921) va ser un matemàtic suís.

## Vida i Obra
Gubler es va graduar a la universitat de Berna el 1870 essent deixeble de Ludwig Schläfli. No queden registres a la universitat de la seva tesi doctoral que va ser publicada el 1894. Va fer tota la seva carrera acadèmica en escoles secundàries, però sembla que també va donar classes a la universitat de Zúric. Es va retirar el 1914.
Gubler va ser autor de llibres de text de matemàtiques força difosos i de nombrosos informes sobre metodologia i organització de l'ensenyament de les matemàtiques; va ser membre de la Comissió Suïssa per l'Ensenyament de les Matemàtiques i fundador de l'associació de professors de matemàtiques.
El camp dels treballs de recerca de Gubler va ser les funcions de Bessel: conjuntament amb Johann Heinrich Graf va publicar Einleitung in Die Theorie Der Bessel'schen Funktionen (Tractat sobre la teoria de les funcions de Bessel) en dos volums (1898-1900).